# Witlijntandvlinder
De witlijntandvlinder (Drymonia querna) is een vlinder uit de familie Notodontidae, de tandvlinders.

## Beschrijving
De voorvleugellengte bedraagt tussen de 15 en 20 millimeter. De schutkleur is bruin en de soort heeft een wat donkerder en scherpere tekening dan de andere tandvlindersoorten. De witachtige middenband is smal en tegen de buitenrand ervan zit een duidelijke middenstip met aan een kant een vage begrenzing. De achtervleugel is wit van kleur.

## Waardplanten
De witlijntandvlinder heeft de eik en in mindere mate de beuk als waardplanten. De soort heeft een voorkeur voor oude loofbossen. De rups leeft hoog in de boom.

## Voorkomen
De soort komt verspreid over het Midden-Oosten en het vasteland van Europa voor, met uitzondering van het noorden. Hij overwintert als pop.

### Nederland en België
De witlijntandvlinder is in Nederland en België een niet zo algemene soort. De soort komt vooral voor verspreid over de oostelijke helft van het gebied. De vlinder kent één generatie, die vliegt van eind mei tot en met augustus.